# Live (álbum de Lacrimosa)
Lacrimosa Live es un disco en vivo de la banda alemana Lacrimosa. Contiene canciones que fueron tocadas en distintos conciertos y por lo tanto es sólo una edición de 18 canciones. Fue lanzado al mercado en el año 1998 como un álbum doble.
Contiene un tema inédito llamado "Darkness", interpretado solamente en vivo, especialmente para este álbum.

## Lista de canciones

### Disco Uno
1. Lacrimosa Theme
2. Ich bin der brennende Komet - Yo soy el cometa ardiente
3. Vermächtnis der Sonne - Legado del sol
4. Deine Nähe - Tu cercanía
5. Tränen der Sehnsucht - Lágrimas de nostalgia
6. Siehst du mich im Licht? - ¿Me vez en la luz?
7. Not every pain hurts - No todo el dolor hiere
8. Schakal - Chacal
9. Seele in Not - Alma en peligro

### Disco Dos
1. Kabinett der Sinne - Armario de sentimientos
2. Make it end - Hazlo terminar
3. Satura
4. Stolzes Herz - Corazón orgulloso
5. Versiegelt glanzumströmt - Cubierto y rodeado de luz
6. Versuchung - Tentación
7. Darkness - Oscuridad    (Tema Inédito)
8. Copycat - Imitadora
9. Alles Lüge - Todo mentira